# Oh Land
Nanna Øland Fabricius, más conocida por su nombre artístico Oh Land (Copenhague, Dinamarca, 2 de mayo de 1985), es una cantante, compositora, productora musical y bailarina danesa, que actualmente reside en Brooklyn, Nueva York.

## Biografía

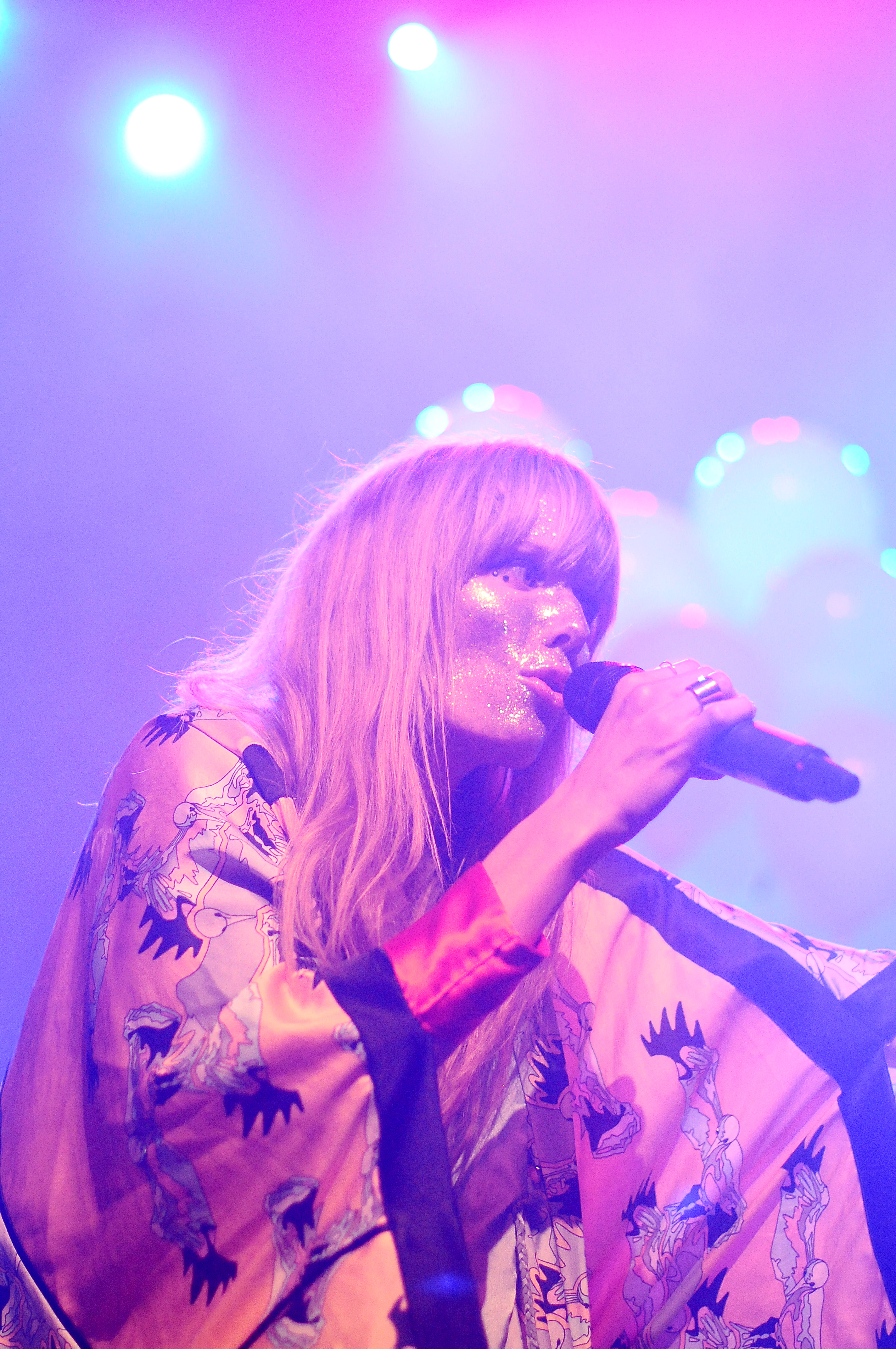
Oh Land cantando en el Music Box Theater en Los Ángeles, 25 de marzo de 2011.

Oh Land nacida en Copenhague, Dinamarca, hija de Bendt Fabricius, un organista, y Bodil Øland, cantante de opera. Es descendiente del misionero y etnógrafo, Otto Fabricius, quien publicó el libro Fauna Groenlandica en 1780, el primero en su clase dedicado al estudio de la fauna de Groenlandia. Estudió en las escuelas de ballet Royal Danish y Royal Swedish Ballet. Pero una hernia discal le causó una fractura vertebral, lo que puso fin a su carrera como bailarina e hizo que se orientase hacia la música. Oh Land tiene un pequeño perro llamado Ujan que viaja con ella en ocasiones. Ha vivido en el barrio neoyorquino de Brooklyn, específicamente en Williamsburg desde enero de 2010.

## Carrera
El álbum debut de Oh Land, Fauna, fue lanzado en su nativa Dinamarca el 10 de noviembre de 2008 por la disquera danesa independiente, Fake Diamond Records. Para su segundo álbum de estudio (originalmente editado como un extended play) Oh Land, trabajó con los productores musicales, Dan Carey, Dave McCracken, Lester Méndez y Alexis Smith. El álbum fue lanzado el 14 de marzo de 2011 y llegó al número cinco en las listas danesas. Adicionalmente fue lanzado como su álbum debut en los Estados Unidos (debido a que Fauna fue lanzado únicamente en Dinamarca), donde fue lanzado el 15 de marzo de 2011 por Epic Records, alcanzando el número 184 en el Billboard 200. El EP lanzado en un comienzo el 19 de octubre de 2010, contenía cuatro canciones a diferencia de las once que contenía el álbum. El 7 de abril de 2011, ganó el premio a mejor artista nuevo en los NewNowNext Awards.
Oh Land hizo su debut en la televisión estadounidense interpretando "Sun of a Gun" en el programa Late Show with David Letterman el 2 de marzo de 2011. También canto la misma canción el programa Jimmy Kimmel Live! el 24 de marzo de 2011 y en The Late Late Show with Craig Ferguson el 25 de mayo de 2011. Oh Land estuvo de gira por Norteamérica, como telonera para la Orchestral Manoeuvres in the Dark en marzo de 2011, y también fue telonera para la cantante australiana Sia en las fechas de Norteamérica de su gira, We Are Born en julio y agosto de 2011. Además fue telonera para la cantante Katy Perry en la mayoría de las fechas estadounidenses de su gira, California Dreams Tour en agosto de 2011, y posteriormente hizo de telonera nuevamente para Perry en octubre y noviembre de 2011, en la segunda manga de la misma gira en Reino Unido e Irlanda. En 2012 publicó el sencillo Speak Out Now, banda sonora de la serie Rita.
Como actriz, Oh Land tuvo un papel secundario como Sara en el película danesa de 2007 Hvid nat.

## Discografía

### Álbumes de estudio
| Título     | Detalles | Posición más alta | Posición más alta |
| Título     | Detalles | DEN               | US                |
| ---------- | --- | ----------------- | ----------------- |
| Fauna      | - Lanzamiento: 10 de noviembre de 2008 - Discográfica: Fake Diamond - Formato: CD, descarga digital                         | —                 | —                 |
| Oh Land    | - Lanzamiento: 14 de marzo de 2011 - Discográfica: Fake Diamond Records, Epic Records - Formato: CD, descarga digital       | 5                 | 184               |
| Wish Bone  | - Lanzamiento: 16 de septiembre de 2013 - Discográfica: Fake Diamond Records, Tusk Or Tooth - Formato: CD, descarga digital | 4                 | —                 |
| Earth Sick | - Lanzamiento: 11 de noviembre de 2014 - Discográfica: Tusk or Tooth - Formato: CD, descarga digital, vinilo                | --                | --                |

### Extended plays
- Oh Land (2010)

### Sencillos
| Título              | Año  | Posición más alta | Posición más alta | Posición más alta | Posición más alta | Álbum     |
| Título              | Año  | DEN               | AUT               | GER               | US DNC            | Álbum     |
| ------------------- | ---- | ----------------- | ----------------- | ----------------- | ----------------- | --------- |
| «Heavy Eyes»        | 2008 | —                 | —                 | —                 | —                 | Fauna     |
| «Sun of a Gun»      | 2010 | 31                | 59                | 60                | 12                | Oh Land   |
| «Rainbow»           | 2011 | —                 | —                 | —                 | —                 | Oh Land   |
| «White Nights»      | 2011 | 13                | —                 | —                 | —                 | Oh Land   |
| «Speak Out Now»     | 2011 | 4                 | —                 | —                 | —                 | Oh Land   |
| «Renaissance Girls» | 2013 | —                 | —                 | —                 | —                 | Wish Bone |
| «Pyromaniac»        | 2013 | —                 | —                 | —                 | —                 | Wish Bone |